# Fabled Lands
Fabled Lands (рус. Земли сказаний) — серия книг-игр в жанре фэнтези, написанных известными авторами книг-игр Дэйвом Моррисом (Dave Morris) и Джеми Томсоном (Jamie Thomson), и изданных подразделением «Пан Букс» (Pan Books) компании «Макмиллан» (Macmillan) в середине 90-х. Рисунки обложек выполнил Кевин Дженкинс (Kevin Jenkins), карты и иллюстрации — Расс Николсон (Russ Nicholson).
Первоначально планировалась серия из двенадцати книг, но было издано лишь шесть в 1995-96, после чего издание свернули. Первые две книги также были изданы в США издательством «Прайс Стерн Слоан» (Price Stern Sloan) под названием «Квест» (Quest).

## Обзор
Есть несколько ключевых отличий этих книг от магистрального направления книг-игр (вроде серий «Боевой фэнтези» или «Одинокий волк»). Наиболее примечательное — открытый сценарий, позволяющий свободное скитание. Прочие книги-игры дают персонажу заданный квест, проявляя некоторую снисходительность лишь в вопросе, как именно персонаж его выполнит; когда квест выполнен, книга-игра заканчивается. Серия «Земли сказаний» даёт игроку целый вымышленный мир, по которому можно странствовать, делая всё, что пожелаешь, без каких-либо ограничений или линейности — нет никаких заданных квестов, и невозможно «закончить» серию (разве что персонаж погибнет). В шести изданных книгах содержатся сотни квестов, одни необычайно длинные, другие необычайно короткие. Игрок может выполнять их в своё удовольствие, либо проводить время, занимаясь совершенно иными вещами — странствуя, торгуя, исследуя или прокачивая свои способности.
Каждая книга описывает свою географическую область «Земель сказаний», и игрок может с лёгкостью путешествовать между регионами, переключаясь на другую книгу. Сложность книг возрастает вместе с их порядковым номером, противники становятся крепче, а квесты сложнее — это было проделано в расчёте, что игрок, проходя каждую книгу, будет становиться более могучим.
К прочим отличиям от книг-игр предыдущих серий относятся:
- Большее количество параграфов, от 680 до 786
- Большой (A4) формат со складным листом персонажа и цветной картой
- Свободная торговля с помощью товаров на рынке, инвестиций или корабельных перевозок
- Приобретение крупной недвижимости, вроде домов и кораблей
- Исследование сюжета с помощью неоткрытых кодовых слов

Хотя последние шесть книг серии никогда не были изданы (ни даже написаны), Дэйв Моррис в прошлом выразил свою заинтересованность в оживлении серии:
Мне бы хотелось завершить серию. Понадобится какое-то время, чтобы снова попасть в струю, но у меня по прежнему есть наши (довольно обширные) заметки. Я думаю, первым шагом было бы выложить книги 1-6 в виде веб-страниц и посмотреть, насколько велик будет к ним интерес. На мой взгляд, сейчас это лучший формат для книг-игр — мы уже покинули эру печатного слова. Если это сработает, и сетевой издатель сможет установить систему подписки, я думаю «Земли сказаний» и многие другие серии книг-игр смогут насладиться своим ренессансом.

## Система
Как и у большинства прочих книг-игр, система «Земель сказаний» довольно проста. У игрока есть шесть основных атрибутов:
- ОБАЯНИЕ (CHARISMA) — умение заводить дружбу с людьми и производить на них впечатление; также представляет бардовские умения
- СРАЖЕНИЕ (COMBAT) — искусство боя
- МАГИЯ (MAGIC) — искусство накладывать заклинания
- НАБОЖНОСТЬ (SANCTITY) — дар божественной силы и мудрости
- РАЗВЕДКА (SCOUTING) — техника чтения следов и знание о дикой природе
- ВОРОВСТВО (THIEVERY) — талант к скрытности, ловкости и взлому замков

Изначальное значение каждой из этих способностей определяется выбранной игроком профессией. Выбирать можно из шести различных профессий: Воин, Маг, Жрец, Мошенник, Менестрель и Путник (бродячий путешественник, во многом похожий на Рейнджера из других фэнтези-систем). Каждая профессия искусна в одних и слаба в других способностях, например у Жрецов высокое значение НАБОЖНОСТИ, но низкое СРАЖЕНИЯ, а у Путников высокое значение РАЗВЕДКИ, но низкое ОБАЯНИЯ. У игрока будут возможности повысить значения способностей, выполняя квесты по всем книгам. Например, после успешного выслеживания в лесу дикого кабана, игрок может бросить два кубика и если результат будет выше его значения РАЗВЕДКИ, тогда он может повысить его на 1. Ни одна способность не может повыситься выше 12 или упасть ниже 1.
Когда игроку представится возможность воспользоваться способностью, к заданию будет прилагаться рейтинг Сложности. Игрок бросает два кубика и прибавляет своё значение способности — чтобы выполнить задание, в сумме должно выйти больше, чем его Сложность. Например, игрок желает успокоить разгневанного хозяина постоялого двора. Для этого потребуется проверка ОБАЯНИЯ сложностью 9, а ОБАЯНИЕ игрока равно 3. Чтобы преуспеть, игроку необходимо выкинуть 7 или больше. Можно получать «благословения» для различных способностей в разных святилищах и храмах, позволяющие игроку выполнить проверку заново в случае провала. Однако благословения срабатывают только один раз и стоят денег.
Сражение в «Землях сказаний» служит продолжением системы бросков способностей — вражеская Защита это Сложность, а игрок использует своё умение СРАЖЕНИЯ, чтобы попытаться одолеть противника. Разница между результатом броска и Защитой врага равняется количеству очков Выносливости, теряемых противником.
Собственная Защита игрока равна его ранг + значение СРАЖЕНИЯ + премия надетых доспехов (если есть). Значение Выносливости указывается, когда игрок начинает игру, и может возрастать при повышении ранга (что даёт по 1d6 очков Выносливости).
Начальный ранг игрока равен номеру книги, с которой он начинает. То есть игрок, начавший с The War-Torn Kingdom («Истерзанное войной королевство»), начинает с 1-го ранга, а игрок, начавший с Lords of the Rising Sun («Лордов восходящего солнца»), начинает с 6-го. Игрок может повышать свой ранг, выполняя необычайно трудные задания, например, убить дракона или одолеть трёх самураев голыми руками (книга сама скажет игроку, когда он может повысить ранг).
Игрок может нести до 12 предметов, которые выделяются жирным шрифтом (напр., золотой компас). Некоторые предметы дают премии к способностям — например, янтарная палочка (МАГИЯ + 1) или юшман (Защита + 4). Игрок может нести неограниченное количество наличности.
Для серии характерно большое количество меньших квестов, которые могут помочь игроку повысить его личное могущество, статус и благосостояние. Однако, многие из них доступны лишь определённым профессиям: например, в «Истерзанном войной королевстве» только Путник может получить задание у главного друида на острове Друидов, а в Plains of Howling Darkness («Равнины завывающей тьмы») только Мошенник может обрести титул «Ночного охотника».

## Книги

### 1. The War-Torn Kingdom — Истерзанное войной королевство
Сокара — нация воюющая сама с собой.
Действие разворачивается в земле Сокары, вскоре после гражданской войны, когда король был свергнут в ходе военного переворота. Этот фон служит основой двум главным квестам книги: игрок может выбрать, помочь ли наследнику трона и его партизанскому отряду вернуть власть, или помочь новому лидеру генералу Гриву Марлоку сокрушить немногие оставшиеся очаги сопротивления.
Прочие квесты включают убийство короля людей-крыс, наводнивших канализацию города Жёлтый Порт, похищение сокровища из логова Ваисса, Морского Дракона, доставку посылок друидам Города Деревьев и Леса Ларуна, бой с Рыцарем Чёрного Дракона и спасение пойманного бога с вершины Пика Дьявола.
680 параграфов.

### 2. Cities of Gold and Glory — Города золота и славы
Голнир — зажиточная земля, пропитанная любопытным фольклором.
Действие разворачивается в процветающем королевстве Голнир, богатом благодаря сельскому хозяйству. Распространённая жалоба читателей заключается в том, что во второй книге найти квест гораздо сложнее, чем в первой. Однако тут всё равно есть несколько главных квестов, включая убийство дракона для баронессы Равейн (правительницы Голнира), поиск магических артефактов для волшебника
Эстрагона, свершить правосудие над убийцей во имя призрака его жертвы, поиск ключа звёзд, чтобы получить доступ в наполненную сокровищами гробницу в Лесу Покинутого и составление карты северных гор.
Квесты второй книги гораздо более причудливы, сказочны по природе, чем в первой книге. Это придаёт Голниру очень сильную атмосферу «Весёлой Англии».
786 параграфов.

### 3. Over the Blood-Dark Sea — По Кровавому морю
Пиратские приключения в открытом море.
Действие разворачивается в Фиолетовом океане, отделяющем континент Харкуна от южного континента Анкон-Кону. Без корабля перемещения строго ограничены, что делает книгу сложной, чтобы начинать с неё, особенно для менее опытных читателей книг-игр. «По Кровавому морю» также одна из первых книг серии, где есть постоянная опасность — игрок всегда рискует нарваться на пиратов, шторм и даже морских чудовищ.
Ключевые квесты включают убийство Амчи, короля пиратов, вступление в колледж волшебников в городе Чародейске для обучения магии, поиск закопанного сокровища на спрятанных островах и восхождение на огромнейшую гору на острове Звёздный пик.
718 параграфов.

### 4. The Plains of Howling Darkness — Равнины завывающей тьмы
Безлюдные пустоши Великих степей.
Действие разворачивается в Великих степях, чья окружающая среда лугов, равнин и тундры, близка к Сибири и Монголии. Ключевые квесты включают штурм цитадели Верис Корин для короля Сокары (близко связанный с квестами «Истерзанного войной королевства»), или же оборону, если в первой книге вы выбрали сторону генерала Марлока, освобождение короля Харкуны из темницы под Замёрзшими водами (близко связанный с квестами The Court of Hidden Faces, «Двора сокрытых лиц») и убийство бессмертного тирана Кащуфа (основан на легенде о Кощее Бессмертном), правителя деревни Водья (для чего потребуется найти и выпустить его душу, спрятанную на острове в «По Кровавому морю»).
Это первая книга серии, где используется концепция суровой среды — в Степях игрок должен постоянно делать броски РАЗВЕДКИ, чтобы найти достаточно пищи, а в северных степях игрок теряет по одному очку Выносливости в день от холода, если только у него нет волчьей шкуры, чтобы сохранить тепло.
710 параграфов.

### 5. The Court of Hidden Faces — Двор сокрытых лиц
Экзотическая интрига в Уттаку и Старой Харкуне.
Действие разворачивается в стране Уттаку (похожей на Византийскую империю), оккупировавшей королевство Старой Харкуны (похожее на земли артуровских легенд). Если игрок освободит короля Старой Харкуны из его темницы в «Равнинах завывающей тьмы», король сможет вернуть себе власть, покончить с уттакской оккупацией и восстановить благоденствие. Также в Харкуне находится заброшенный замок, который игрок может отстроить и оставить за собой. Большинство прочих основных квестов включают выполнение заданий уттакского правительства (именуемого «Двором»).
Книга обязана своим названием уттакскому двору правящей знати, которая носит изысканные маски, как символ статуса и чтобы скрывать свои лица. Сам король родился и вовсе без лица.
723 параграфа.

### 6. Lords of the Rising Sun — Лорды восходящего солнца
Имперский Акацураи, земля самураев и ниндзя.
Действие разворачивается в земле с очевидными параллелями к имперской Японии. Многое похоже на «Истерзанное войной королевство» — здесь тоже произошла революция. Самопровозглашённый сёгун Ёритомо объявил себя владыкой восточного побережья, в то время как старый император Киёмори сохраняет контроль над западным побережьем, а страна застыла на пороге гражданской войны. Хотя игрок может выполнять квесты для обеих сторон революции, в действительности эти две силы никогда не начнут войну, как это произошло в первой книге.
Прочие основные квесты включают возврат жемчужины тацу от великого дракона, исследование Леса Квайлан, чтобы узнать секреты тэнгу, и экспедицию в Чёрную пагоду.
750 параграфов.

### 7. The Serpent King’s Domain — Владения змеиного короля
Затерянные племена Земли Перьев.
Книга опубликована впервые в 2018 году благодаря успешной кампании по финансированию на кикстартере. Автор - Пол Грести. Он руководствовался записями Дэйва Морриса и Джейми Томпсона. Оба автора рецензировали издание книги. Поэтому издание следует считать соответствующим канону.
Действие происходит в джунглях восточной части континента Анкон-Кону. Герой путешествует как по реальному миру, так и по миру духов, который пронизывает эти земли. География похожа на джунгли Африки (топонимы Дунпала, Беготомбо) и Южной Америки (Инкатек, Боротек, Шека-Тел)
В этой книге действуют два дополнения к стандартным правилам игры. Во-первых, обычные доспехи дают штраф к параметру Сражение (использование в жарких землях). Во-вторых, появились ментальные поединки, которые происходят по особым правилам. Здесь применяется параметр Нагуаль, отражающий сродство главного героя с миром духов. В начале игры Нагуаль равен нулю.
Квесты включают в себя поединок с змеиным королём, оживление титана Боротека (квест связан с неизданной книгой-8 "Укромные ровные пески"), снятие проклятья с целебного колодца, восстановление справедливости в Тарнеше, воссоединение возлюбленных Шемера и Кверехеты, прохождение испытаний Вечнозелёного Пика. Также присутствуют отсылки на первые 6 книг серии. Например, персонажу встречаются враги, убитые в  других книгах. Здесь герой вступает в ментальные поединки с душами противников.
1200 параграфов.

### 8. The Lone and Level Sands — Укромные ровные пески
Суровые пустыни западного Анкон-Кону.
Книга никогда не издавалась, но действие планировалось в Пустыне Костей в Анкон-Кону. Предположительно это был бы эквивалент Сахары в «Землях сказаний». Там также описывались бы Голубые луга, согласно информации из первых шести книг, населённые голубокожими кочевниками — потомками уттакцев из «Двора сокрытых лиц» — и племенами вроде Золотых людей с их летающими ковчегами. Прочими локациями были бы Город звездочётов и Страна сокрытых — судя по информации из первых шести книг и названиях на карте, она была бы похожа на гималайские страны Непал, Тибет и Бутан.
Фраза the lone and level sands взята из произведения Шелли «Озимандия»

### 9. The Isle of a Thousand Spires — Остров тысячи шпилей
Хризопрайс и Море ходулей.
Книга никогда не издавалась, но действие планировалось (как видно из подзаголовка) в западных областях Хризопрайса и Моря ходулей.
Хризопрайс, предположительно, должен был сильно походить на Индию, названия на карте несут индийский колорит (например, «Малиновый форт» вместо «Красного форта»). Также, в первых шести книгах есть несколько ключей к культуре Хризопрайса — например, во вдохновлённой Японией земле Акатсураи, описанной в «Лордах восходящего солнца», есть религия следования «Мудрецу мира», явно основанная на буддизме. Если игрок провалит квест, связанный с Мудрецом мира, он может отправиться на запад к «священному Пику стервятника» (находящемуся в Хризопрайсе), дабы обрести спасение и просветление. Это предполагает, что люди как в Хризопрайсе, так и в Акатсураи поклоняются Мудрецу Мира; в реальной жизни буддизм зародился в Индии и позже распространился в Японию.

### 10. Legions of the Labyrinth — Легионы лабиринта
Короли-философы запада.
Книга никогда не издавалась, но действие планировалось в западных землях Аттикалы. Источником вдохновения для Аттикалы явно послужила Древняя Греция, это видно по карте «Земель сказаний», где многие города несут звучащие по-гречески названия и обозначаются символами греческой архитектуры.
Также название «Аттикала» очень похоже на «Аттику», область в Греции.
В седьмой книге (Владения змеиного короля) можно купить у мальчика-бедняка механического воробья. Он рассказывает о том, что повстречал в джунглях путника из Аттикалы, родом из города Гелиоса (не указан на общей карте Земель Сказаний). В обмен на помощь путешественник подарил двух механических воробьёв. Одного воробья мальчик разобрал, чтобы посмотреть как он работает. Второго главный герой может купить. Этот предмет в седьмой книге не применяется. Судя по всему квест отсылает нас в книгу "Легионы лабиринта".

### 11. The City in the Clouds - Город в облаках
Опасность в сердце обширного метрополиса.
Книга никогда не издавалась, но действие планировалось в городе Дангор в таинственном «Запретном царстве». Не известно, как собирались структурировать книгу, чтобы она уместилась в одном-единственном городе — все прочие книги «Земель сказаний» занимали целые страны, со многими большими и малыми городами.
О Дангоре известно очень мало, не считая того, что он расположен на вершине утёсов в сотни метров высотой, называемых «Золотые утёсы». Очевидно, что гавань Дангора находится на самой вершине этих утёсов, вместе с остальным городом. В «По Кровавому морю» игрок может прочесть отчёт сокарского моряка в библиотеке Чародейска. Тот пишет о том, как его корабль ожидал три дня у подножия утёсов, пока скалолаз доставлял их документы к портовым властям наверху. Когда выяснилось, что всё в порядке, «были спущены и закреплены крючья, и целый корабль был поднят в доки на высоту в тысячу футов».

### 12. Into the Underworld - В Подземный мир
Последнее путешествие.
Книга никогда не издавалась, но действие планировалось в подземном мире «Земель сказаний». Неясно, намеревались ли авторы сделать его серией пещер и каверн или же буквальным Адом (или и тем, и другим сразу); в первых шести книгах есть очень много входов в двенадцатую. Некоторые из них ведут через пещеры и туннели, в то время как другие — через магические врата, а ещё можно упасть с края мира (в двух последних случаях игроку сообщается, что он прибудет в «Ад») или даже сесть на корабль в небесной гавани.
Серия магических врат, встречающихся повсюду в книгах, позволяет игроку мгновенно путешествовать в различные города «Земель сказаний», включая находящиеся в неизданных книгах. Одни из врат назывались «Эребус» и посылали игрока в двенадцатую книгу. В греческой мифологии Эребус — это бог, связанный с подземным миром.